# Magny-Danigon
Magny-Danigon is een gemeente in het Franse departement Haute-Saône in de regio Bourgogne-Franche-Comté. De plaats maakt deel uit van het arrondissement Lure. Magny-Danigon telde op 1 januari 2022 454 inwoners.
Steenkoolmijn Arthur-de-Buyer is gelegen op het grondgebied van het dorp. Met zijn 1.010 m diepte was Frankrijk toen het eerste land dat de dieptegrens van 1.000 m overschreed.

## Geografie
De oppervlakte van Magny-Danigon bedroeg op 1 januari 2022 7,52 vierkante kilometer; de bevolkingsdichtheid was toen 60,4 inwoners per km².

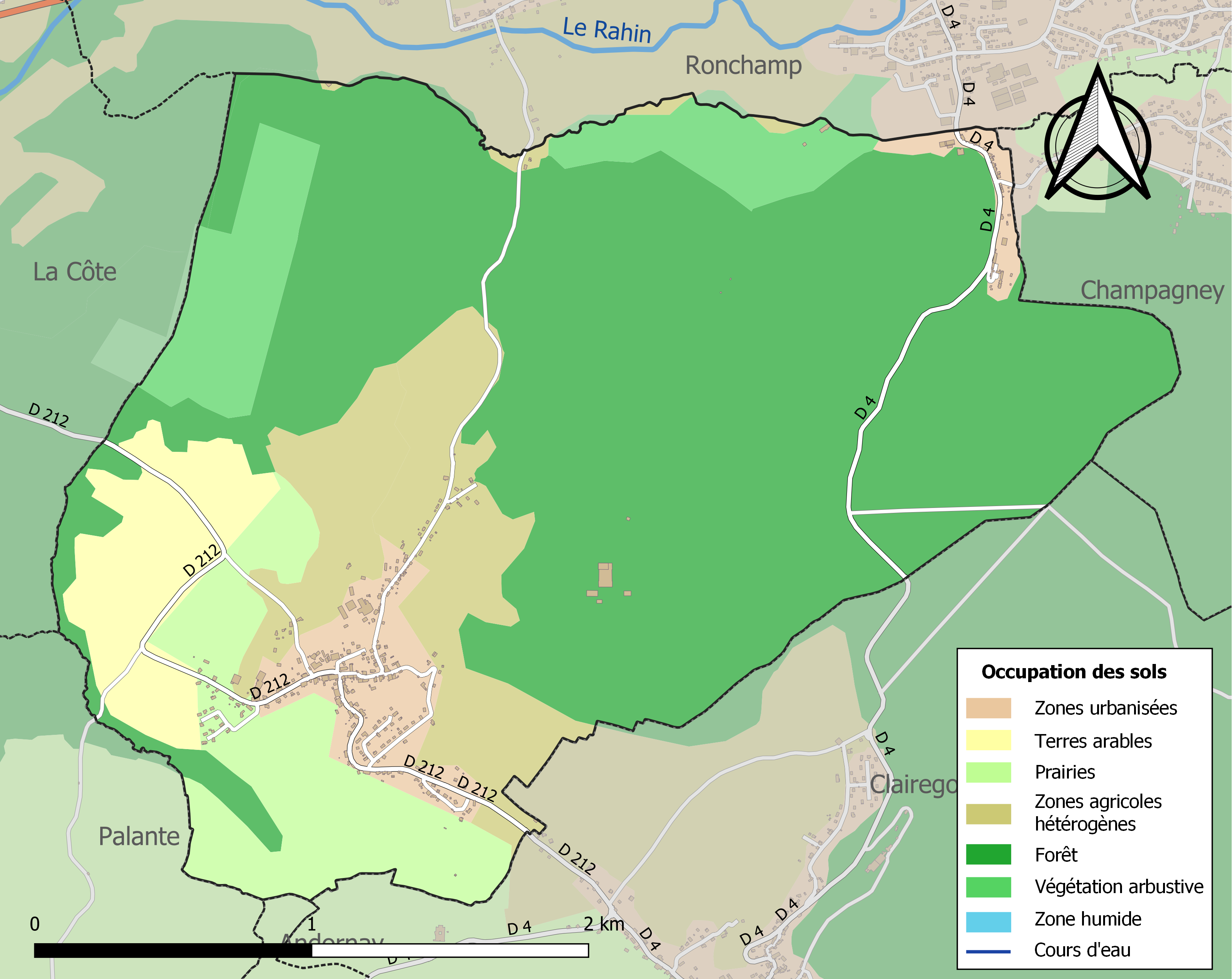
Kaart van de gemeente met de belangrijkste infrastructuur, bodemgebruik en omliggende gemeenten

## Demografie
Onderstaande figuur toont het verloop van het inwonertal (bron: INSEE-tellingen).